# Mateo Martinic

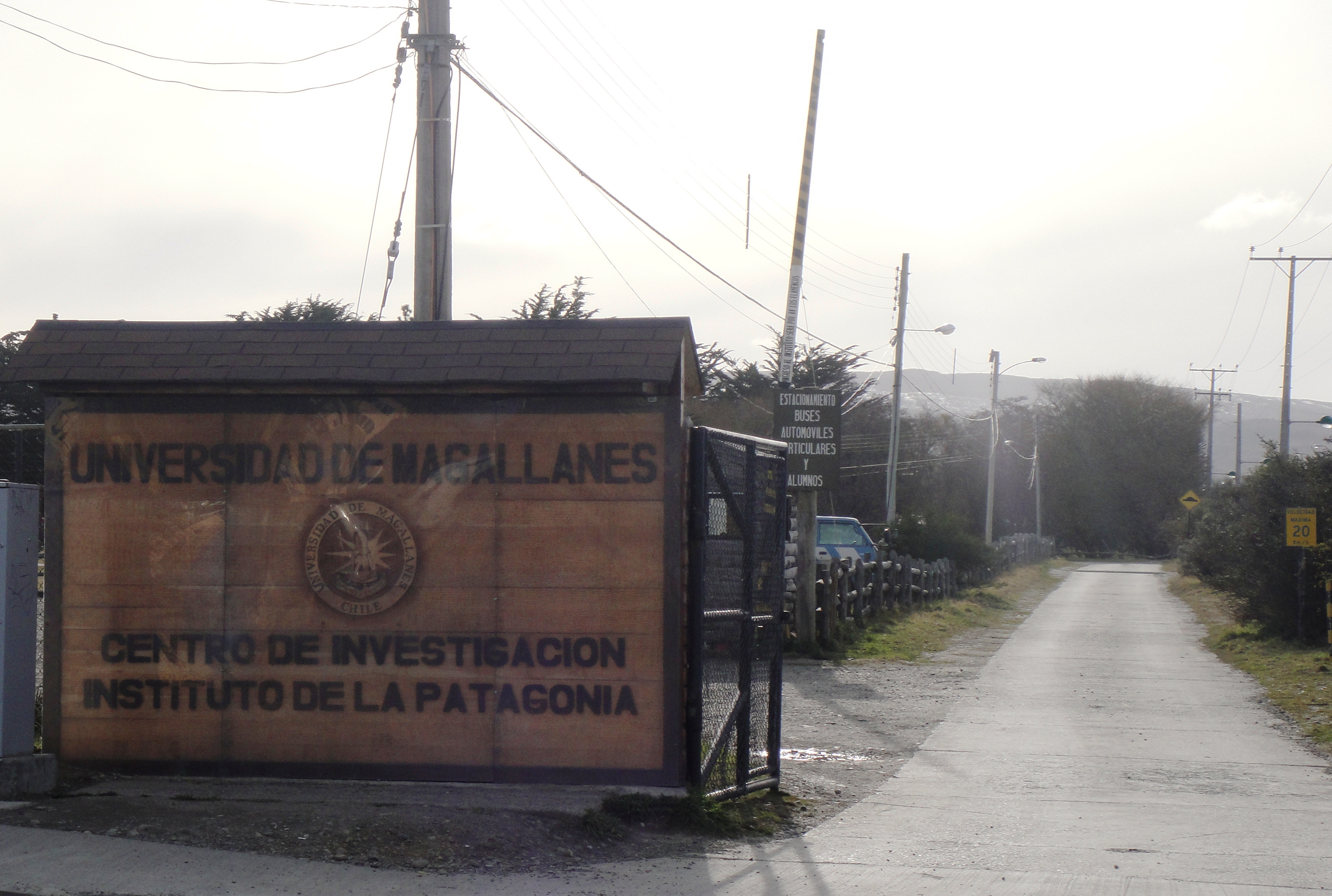
Entrada al Campus Instituto de la Patagonia de la Universidad de Magallanes.

Mateo Martinić Beros (Punta Arenas, Región de Magallanes y de la Antártica Chilena, 20 de octubre de 1931) es un abogado e historiador chileno de origen croata. Ha sido galardonado con el Premio Nacional de Historia 2000 y Premio Bicentenario 2006, así como recibido doctorados honorarios en varias universidades en Chile y Croacia. Su trabajo como historiador aborda una de las áreas menos desarrolladas por la historiografía chilena, como lo es la historia regional, con especial énfasis en el poblamiento humano de las regiones de Magallanes y Aysén.

## Biografía
Nació en Punta Arenas en 1931 en una familia de la comunidad croata magallánica. Ingresó a estudiar Derecho a la Universidad de Chile entre 1953 y 1954, continuando estos estudios en la Pontificia Universidad Católica de Chile entre 1960 y 1962. Sin embargo, durante este periodo se desempeñará principalmente como funcionario público, siendo designado Intendente de Magallanes entre 1964 y 1970, bajo el gobierno de Eduardo Frei Montalva.
En 1969, bajo su administración regional, creó el Instituto de la Patagonia, como primer centro de investigación orientado al desarrollo de las ciencias naturales y sociales en el territorio de Magallanes. A partir de 1971, con la publicación de "Presencia de Chile en la Patagonia Austral: 1843-1879", inició una prolífica carrera como historiador regional, obteniendo además su grado de Licenciado en Derecho y el título de Abogado en 1983. Desde entonces ha dedicado su vida a investigar y difundir la historia, la geografía y el patrimonio cultural y natural de la Región de Magallanes y de la Antártica Chilena, así como también aquellos de la Región de Aysén del General Carlos Ibáñez del Campo
Profesor Emérito de la Universidad de Magallanes, de la que es doctor honoris causa (2001), ha creado asimismo el Museo del Recuerdo, la Revista Magallania (2003), ex Serie Ciencias Humanas de los Anales del Instituto de la Patagonia (1970), y el Centro de Estudios del Hombre Austral. Sus publicaciones superan los cinco centenares (2012), destacando entre ellas su Historia de la Región Magallánica, editada originalmente en 1992 y reeditada en 2006 por la Universidad de Magallanes. Obra suya es la temprana gestión para la declaración de la mayor parte de los Monumentos Nacionales de la Región de Magallanes y de la Antártica Chilena.
Es Miembro Correspondiente de la Academia Chilena de la Historia del Instituto de Chile (1982); Miembro Honorario del Colegio Nacional de Arquitectos de Chile (1985); Miembro Correspondiente del Real Instituto de Estudios Asturianos (1986); Socio Honorario de la Sociedad Chilena de Historia y Geografía (1992); Miembro del Consejo Internacional de Monumentos y Sitios, Comité Chileno (ICOMOS-Chile) (1997); Miembro de Mérito de la Academia Portuguesa da Historia (1998); Socio de Honor de la Corporación del Patrimonio Marítimo de Chile (2007); Miembro Honorario de la Academia de Historia Naval y Marítima de Chile (2007), y Director del Capítulo Regional de Magallanes de la Corporación del Patrimonio Cultural de Chile (2007). Fue asimismo integrante del Consejo Regional de la Cultura y las Artes de Magallanes y Antártica Chilena (período 2012-2016).

## Obras principales

### Libros
- Presencia de Chile en la Patagonia Austral: 1843-1879 (1971)
- Magallanes, síntesis de tierra y gentes (1972)
- Crónica de las tierras del sur del canal Beagle (1974) y (2005) (segunda edición revisada y aumentada)
- Origen y desarrollo de Punta Arenas entre 1848-1898 (1974)
- Recorriendo Magallanes Antiguo con Theodor Ohlsen (1975) y (2005)
- Historia del Estrecho de Magallanes (1977)
- La inmigración yugoeslava en Magallanes (1978)
- Los alemanes en Magallanes (1981)
- La Tierra de los Fuegos: historia, geografía, sociedad, economía (1982) y (2009)
- Última Esperanza en el tiempo (1983) y (2000)
- Magallanes de antaño (1985)
- Nogueira: el pionero (1986)
- Punta Arenas en su primer medio siglo: 1848-1898 (1988)
- Magallanes 1921-1952: inquietud y crisis (1988)
- Historia de la Región Magallánica (1992) y (2006) (segunda edición revisada y aumentada)
- Historia del petróleo en Magallanes (1993)
- Los aónikenk: historia y cultura (1995)
- Faros del Estrecho de Magallanes (coautorado con Julio Fernández Mallo) (1996)
- Punta Arenas sesquicentenaria (1848-1998): una visión de su evaluación de década en década (1999)
- La inmigración croata en Magallanes (1999)
- Cartografía Magallánica: 1523-1945 (1999)
- Rey Don Felipe. Acontecimientos históricos (2000)
- Menéndez y Braun: prohombres patagónicos (2001)
- Marinos de a caballo: exploraciones terrestres de la Armada de Chile en la Patagonia Austral y la Tierra del Fuego. 1877-1897 (2002)
- Río Verde: su historia y su gente (coautorado con Alfredo Prieto, Manuel Arroyo y Rodrigo Cárdenas) (2002) y (2011)
- Estrecho de Magallanes: puerta de Chile (coautorado con Mónica Oportot) (2003)
- Mujeres magallánicas (2003)
- Archipiélago Patagónico: la última frontera (2004)
- De la Trapananda al Áysen (2005) y (2015) (segunda edición revisada y aumentada)
- Los alemanes en la Patagonia Chilena (2005)
- Los británicos en la Región Magallánica (2007)
- Las comunicaciones a distancia en Magallanes: su evolución a lo largo del tiempo (coautorado con Claudio Buratovic) (2007)
- De Italia a Magallanes: Breve historia de los inmigrantes italianos en el extremo austral de Chile (presentado en el Museo Sara Braun, el libro consta de una página en español y la siguiente con el mismo texto en italiano, bajo el título "Dall'Italia al Magellano: Breve storia dell'immigrazione italiana nell'estremo sud del Cile") (2008)
- Plüschow y Dreblow: águilas alemanas en el cielo austral (2008)
- Historia de la Medicina en Magallanes (primera edición 2009, segunda edición 2012)
- El carbón en Magallanes: historia y futuro (2010)
- Palacio Sara Braun: ícono patrimonial de Punta Arenas (coautorado con Dante Baeriswyl) (2010)
- Monseñor Giacomini: paladín de magallanidad (2011)
- El occidente fueguino: todavía una incógnita (2011)
- A la hora del crepúsculo: recuerdos de un hombre común (2011)
- Bio-bibliografía (2011)
- Testimonios de Magallanes: miradas entrecruzadas (coautorado con Patricia Arancibia Clavel) (2012)
- Punta Arenas Siglo XX (2013)
- Una travesía memorable. Hallazgo y navegación del estrecho de Magallanes. 21 de octubre – 28 de noviembre de 1520 (2016) (reeditada en (2018) y (2020) - ambas revisadas y aumentadas)
- Estrecho de Magallanes: cinco siglos de cartografía (1520 - 2020) (coautorado con Rodrigo Moreno Jeria) (2020)
- El Turismo en Magallanes: una mirada histórica sobre su origen y primer desarrollo 1870-1980 (2021)

### Artículos
- Navegantes norteamericanos en aguas de Magallanes durante la primera mitad del siglo XIX (1987)
- El uso de armas de fuego por los aónikenk (1987)
- La expedición Silva-Pacheco a la cuenca de la Laguna Blanca e inmediaciones (1893) (1987)
- El juego de naipes entre los aónikenk (1987)
- La emigración asturiana en Magallanes (1988)
- Actividad volcánica histórica en la Región de Magallanes (1988)
- Artesanía aónikenk sobre metal a la luz de hallazgos arqueológicos (escrito junto con Alfredo Prieto Iglesias) (1988)
- Las misiones cristianas entre los aónikenk (1833-1910). Una historia de frustraciones (1997)
- La inmigración francesa en Magallanes, 1870-1930 (1998)
- La cerámica entre los aónikenk (1998)
- Evolución demográfica de la población de Tierra del Fuego (escrito junto con Clara García-Moro y Miguel Hernández) (1998)
- Drake y el descubrimiento de la insularidad fueguina. La evidencia cartográfica (1998)
- El establecimiento de la agricultura en Magallanes (1843-1880) (2000)
- La actividad industrial en Magallanes entre 1890 y mediados del siglo XX (2001)
- El hidrógrafo Phillip Parker en aguas de Magallanes (1826-1830). Hallazgo y recuperación del testimonio de su estadía en el estrecho (escrito junto con Charles Porter) (2001)
- La participación de capitales británicos en el desarrollo económico del territorio de Magallanes (1880-1920) (2002)
- Estructuras de piedra en la Patagonia austral oriental (2002)
- La minería aurífera en la región austral americana (1869-1950) (2003)
- La minería de carbón en Magallanes entre 1868 y 2003 (2004)
- Ferrocarriles en la zona austral de Chile, 1869-1973 (2005)
- A quinientos años del nombre de América: Las sugerencias del mapa de Waldseemüller (1507) (2009)
- Cien años de política antártica. Algunas reflexiones de cara al futuro (2010)
- Magallanes: La primera revolución espacial (2018)
- Consideraciones acerca de las fuentes primarias que informan sobre la travesía de la Armada de Molucas por el estrecho de Magallanes (2019)

## Premios y reconocimientos
En 1982 fue declarado Hijo Ilustre de Magallanes.
En 1998 fue condecorado por el Gobierno de la República de Croacia con la medalla para la cultura de la Orden de la Estrella Croata (Red Danice hrvatske).
En 2000 fue reconocido con el Premio Nacional de Historia de Chile, el primero entregado a un historiador dedicado a la historia regional 
En 2001 fue investido doctor honoris causa por la Universidad de Magallanes. A este reconocimiento le han seguido otros doctorados honorarios en la Universidad del Bío-Bío (2014), Universidad de Split (2016) y Universidad San Sebastián (2019).
En 2006 obtuvo el Premio Bicentenario, otorgado por la Corporación del Patrimonio Cultural de Chile, la Universidad de Chile y la Comisión Asesora Presidencial para el Bicentenario de la República (Comisión Bicentenario), en reconocimiento a su aporte al desarrollo y a la cultura de Chile, el cual ha constituido un hito en su historia republicana, pasando de esta manera a integrar el llamado decálogo de hombres notables del Bicentenario. Ese mismo año fue galardonado con el Premio Constructores de la Paz, otorgado anualmente por el Obispado de Magallanes en el marco de la Jornada Mundial de la Paz.
En 2010 fue distinguido como Ciudadano Destacado por la Cámara de Diputados de Chile.
En 2016 recibió el doctorado honoris causa por la Universidad de Split, Croacia.
En 2017 fue reconocido como Miembro Honorario del Instituto Chileno del Petróleo.
En 2019 recibió el doctorado Scientiae et honoris causa por la Universidad San Sebastián. 
En 2020 recibió la Condecoración Armada de Chile, que le fue otorgada en el marco de la conmemoración del quinto centenario del descubrimiento del Estrecho de Magallanes. 

### Toponimia de homenaje
Lago Mateo Martinic (Cordillera Darwin, Tierra del Fuego Lat. 54°45′ S – Long. 69°22′ O)
Expedición Neozelandesa a la Tierra del Fuego 1971-72
Homologado por el Instituto Geográfico Militar
Carta Nacional de Chile escala 1:500.000, Hoja “Punta Arenas” 5300-6800, edición 1975 (1971).
Cerro Martinic (Hielo Patagónico Sur, sector SE)
Expedición Francesa Andes de Patagonie 1982-83
Enfer Blanc de Patagonie (Editions Fernand Nathan, París, 1985).
Isla Martinic (Canal Murray, Puerto Corriente)
Servicio Hidrografía y Oceanografía de la Armada de Chile. Resolución SHOA Ordinario N°13.042/7/30/VRS de 17-XI-2008 y Carta N°13123 "Puerto Corriente", escala 1:15.000, edición diciembre de 2008.